# Georgi Mintjev
Georgi Lyubenov Mintjev (bulgarsk: Георги Минчев; født 29. januar 1939 i Sofia, Bulgarien) er en bulgarsk komponist.
Mintjev studerede komposition på Det bulgarske statskonservatorium hos Marin Goleminov. Han studerede også i Moskva hos Rodion Sjtjedrin og senere Aram Khatjaturjan. Mintjev studerede videre på et stipendium på Musikkonservatoriet i Paris hos Olivier Messiaen. Han har skrevet orkesterværker, koncertmusik, kammermusik, scenemusik, klaverstykker, korværker, vokalmusik etc. Han modtog det bulgarske kulturministeriums højeste udmærkelse: prisen Det Gyldne Århundrede.

## Udvalgte værker
- Klaverkoncert (1978) - for klaver og orkester
- Symfonisk prolog (1981) - for orkester
- "Kontraster" (2002) - for orkester
- Cellokoncert "Sentimental" (1993) - for cello og orkester